# Calliostoma jucundum
Calliostoma jucundum är en snäckart som först beskrevs av Gould 1894.  Calliostoma jucundum ingår i släktet Calliostoma och familjen Calliostomatidae. Inga underarter finns listade i Catalogue of Life.